# Anne de Saxe (1437-1512)
Pour les articles homonymes, voir Anne de Saxe.
Anne de Saxe, née le 7 mars 1437 à Meissen et morte le 31 octobre 1512 à Neustadt an der Aisch, est une princesse de la maison de Wettin, fille de l'électeur Frédéric II de Saxe et de son épouse Marguerite d'Autriche. Elle fut électrice consort de Brandebourg de 1471 à 1486, par son mariage avec l'électeur Albert III Achille.

## Biographie
Anne est la deuxième fille de Frédéric II (1412-1464), électeur de Saxe et de son épouse Marguerite (v.1416-1486), elle-même fille du duc Ernest d'Autriche. 
Elle épouse, le 12 novembre 1458 à Ansbach, le margrave Albert Ier Achille, un fils cadet de l'electeur Frédéric Ier de Brandebourg issu de la maison de Hohenzollern. Pour souligner l' étroite liaison entre les deux dynasties, il était prévu que le frère d'Anna, Albert l'Intrépide, mariait la fille d'Albert Achille de son premier mariage, Ursule ; néanmoins, tous les deux se sont mariés avec des enfants du roi Georges de Bohême.
Albert Achille hérita également de la principauté de Culmbach à la mort de son frère aîné Jean l'Alchimiste en 1464. Finalement, après l'abdication de son frère Frédéric aux Dents de Fer en 1470, il devient électeur de Brandebourg. Après sa mort en 1486, son fils aîné de son premier mariage, Jean Cicéron lui succédait dans la marche de Brandebourg, tandis que les fils d'Anna, Frédéric et Sigismond, ont reçu les principautés d'Ansbach et de Culmbach en Franconie.
Anne survécut son mari de nombreuses années qu'elle passera à Neustadt an der Aisch. Elle fut inhumée dans l'église de l'abbaye d'Heilsbronn.

## Descendance
Treize enfants sont nés de l'union d'Anne et Albert :
- Frédéric II (8 mai 1460 – 4 avril 1536), margrave de Brandebourg-Ansbach ;
- Amélie (en) (1er octobre 1461 – 3 septembre 1481), épouse en 1478 le comte Gaspard de Bavière ;
- Anne (1462-1462) ;
- Barbara (30 mai 1464 – 4 septembre 1515), épouse en 1472 le duc Henri XI de Głogów, puis en 1476 le roi Vladislas IV de Bohême ;
- Albert (1466-1466) ;
- Sibylle (31 mai 1467 – 9 juillet 1524), épouse en 1481 le duc Guillaume de Juliers-Berg ;
- Sigismond (27 septembre 1468 – 26 février 1495), margrave de Brandebourg-Kulmbach ;
- Albert (1470-1470) ;
- Georges (30 décembre 1472 – 5 décembre 1476) ;
- Dorothée (12 décembre 1471 – 13 février 1520), abbesse à Bamberg ;
- Élisabeth (8 avril 1474 – 25 avril 1507), épouse en 1491 le comte Hermann VIII de Henneberg-Aschach ;
- Madeleine (29 juillet 1476 – avant le 4 février 1480) ;
- Anastasie (14 mars 1478 – 4 juillet 1534), épouse en 1500 le comte Guillaume IV de Henneberg-Schleusingen.